# Gymnase intercantonal de la Broye
Le Gymnase intercantonal de la Broye (GYB) est un gymnase situé au sud de Payerne, en Suisse. Il accueille des étudiants vivant dans les cantons de Vaud et Fribourg, respectivement le district vaudois de Broye-Vully ainsi que le district fribourgeois de la Broye.

## Présentation
Situé au sud de Payerne, aux limites des quartiers d'habitation, le gymnase a ouvert ses portes en août 2005 et comprend des formations menant aux titres suivants :
- certificat de maturité ;
- certificat de culture générale, domaines santé et socio-pédagogique ;
- maturité spécialisée, domaines santé et social ou orientation pédagogie ;
- maturité professionnelle commerciale[2].

En raison des différentes lois cantonales, les étudiants vaudois effectuent leur maturité en trois ans et les Fribourgeois en quatre ans. L'école est fermée lors des jours fériés tant protestants que catholiques,,.

## Historique
L'idée d'un gymnase intercantonal apparaît en 1991, alors qu'aucun établissement de ce type n'existe encore en Suisse. Après un premier rapport de faisabilité positif en 1994, un groupe de travail est créé par les conseils d'État des cantons de Vaud et Fribourg. En mai 2000, les conseils d'État adoptent un crédit pour l'achat du terrain et des bâtiments. Ils ratifient la Convention intercantonale sur la création et l'exploitation du Gymnase intercantonal de la Broye en décembre 2002. Le 18 mai 2003, une votation populaire est organisée dans les deux cantons et les citoyens acceptent le crédit pour la construction du gymnase, qui aura coûté 70 millions de francs. Le bâtiment est en construction de 2003 à 2005 et les premiers étudiants arrivent le 29 août 2005. L'inauguration officielle a lieu le 30 septembre,. Depuis 2013, les étudiants peuvent travailler sur ordinateur ou sur tablette.

## Statistiques
Le nombre d'étudiants du GYB passe de 993 au 1er septembre 2011 à 1 049 au 1er septembre 2012, ce qui représente une hausse de 5,6 %. En septembre 2012, 53,8 % d'entre eux sont fribourgeois et 45,7 % vaudois. 63 % des étudiants sont à l'école de maturité et 37 % à l'école de culture générale ou à l'école de commerce.